# Appenzell
Appenzell település Svájcban, Appenzell Innerrhoden kanton székhelye. Az Alpstein masszívum lábánál fekszik 780 m tengerszint feletti magasságban a Sitter folyó völgyében.   

## Története
Kb. 600 körül érkezett a hittérítő Szent Gál Írországból a Boden-tó környékére, és társaival együtt terjesztette Svájc keleti részén a kereszténységet. A település akkoriban a Sankt Gallen-i kolostorhoz tartozott. A Szent Mauritius-templom 1071-ben kelt alapító levelében említik először Abacella néven. Történelme folyamán többször leégett (1291, 1440, 1560, 1701). 1353 óta rendelkezik vásártartási joggal. A település vidékies jellegű, bár a városiasodás néhány vonása is fellelhető. Laza házcsoportok helyezkednek el a belső mag körül, így képeznek szórványtelepülést. A városházán évente ötször ülésezik a nagy tanács, Appenzell a kanton politikai és gazdasági központja.    

## Látnivalók

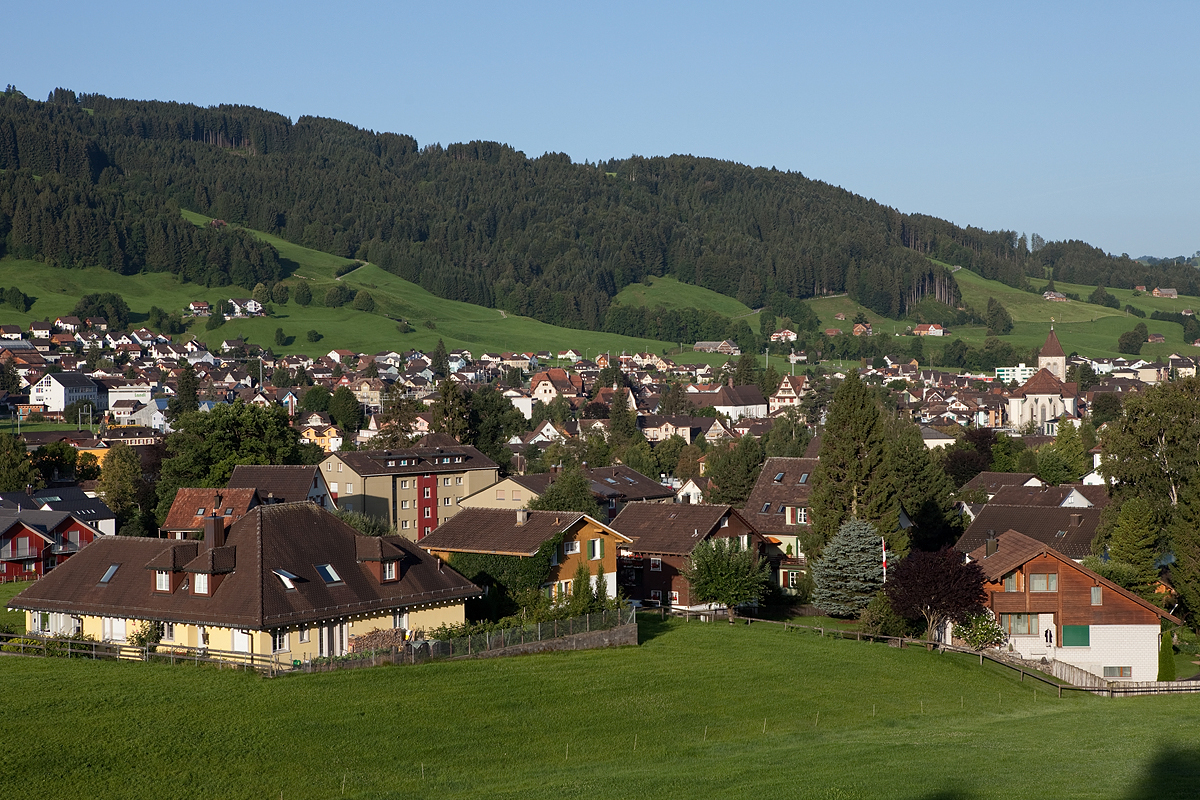
Appenzell
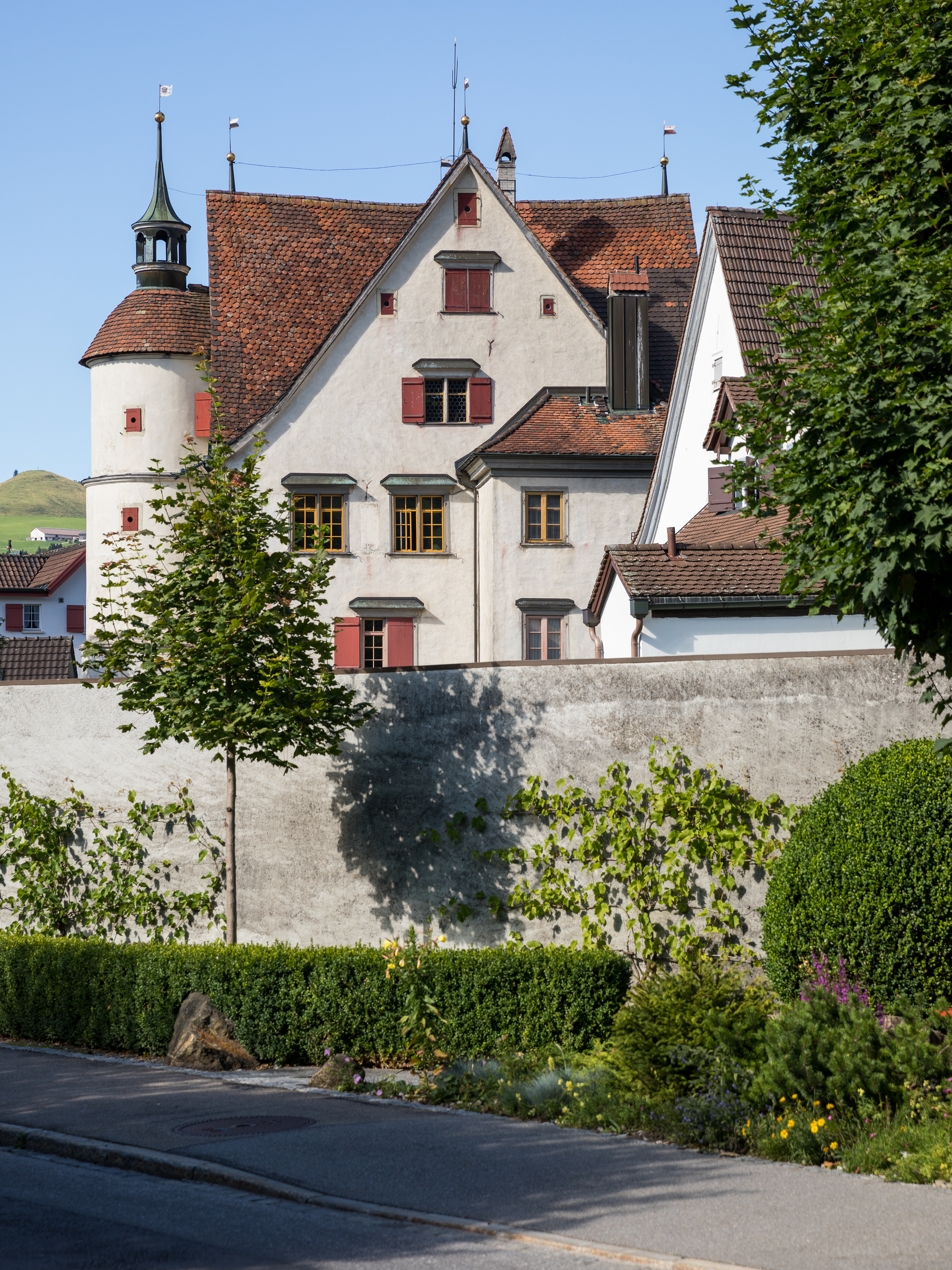
A kastély
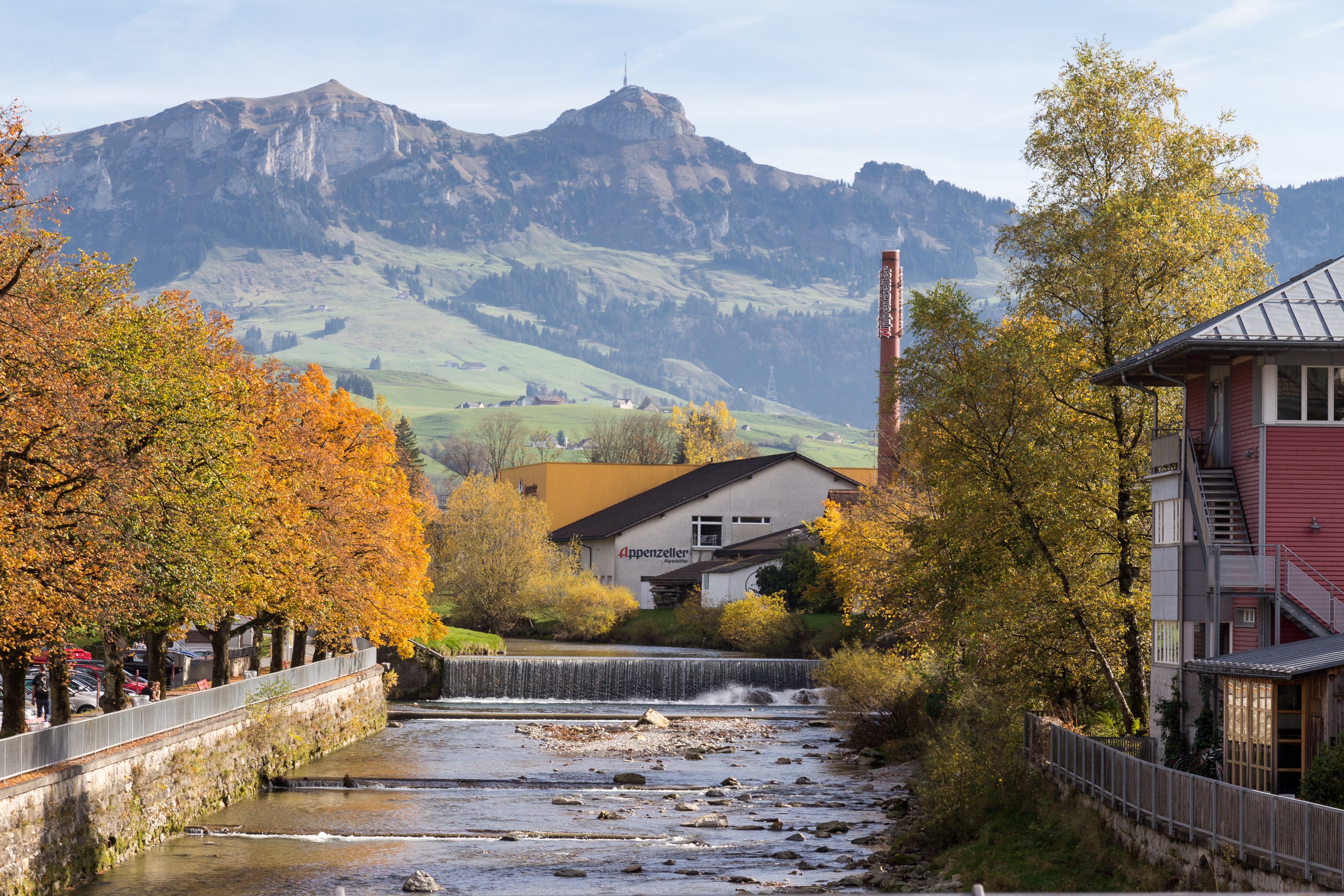
Brennerei Appenzeller Alpenbitter an der Sitter, im Hintergrund der Hohe Kasten
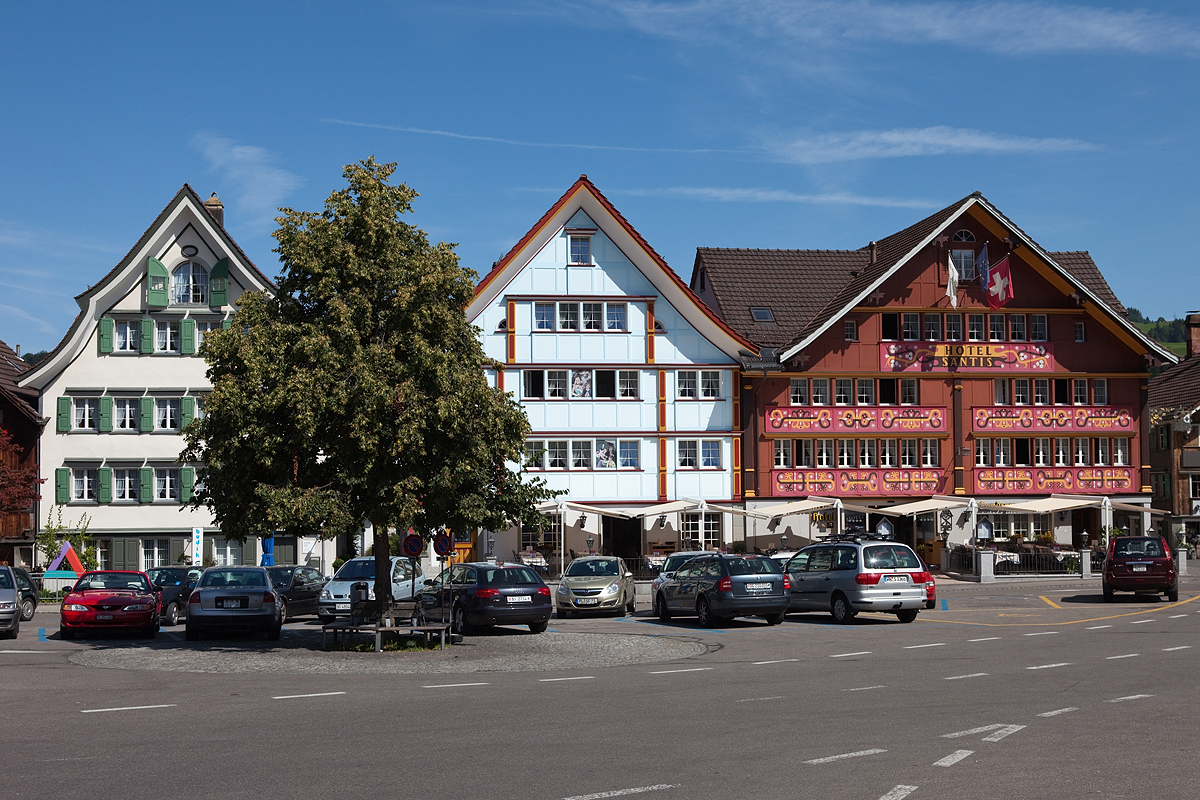
Landsgemeindeplatz
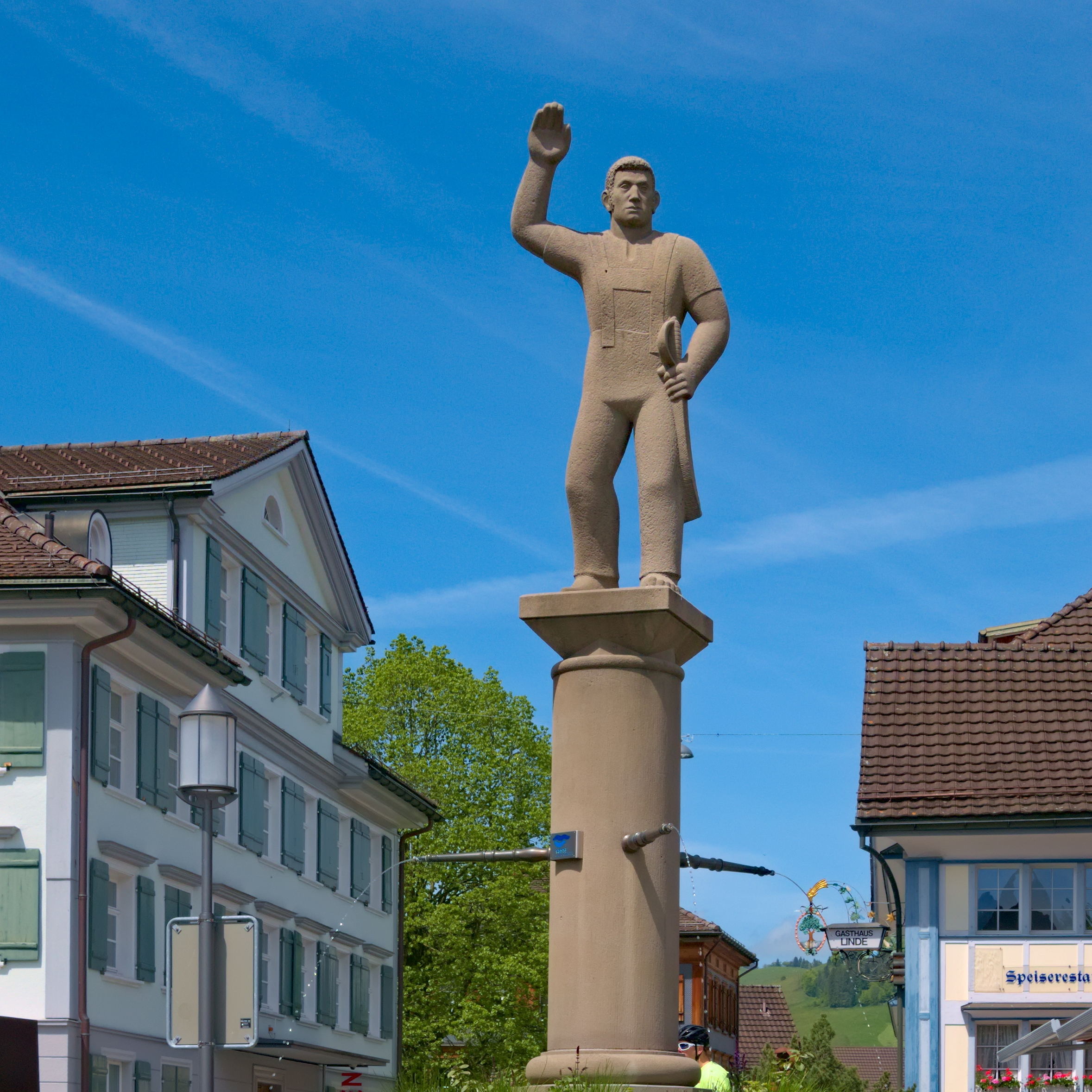
Landsgemeinde-Brunnen in Appenzell
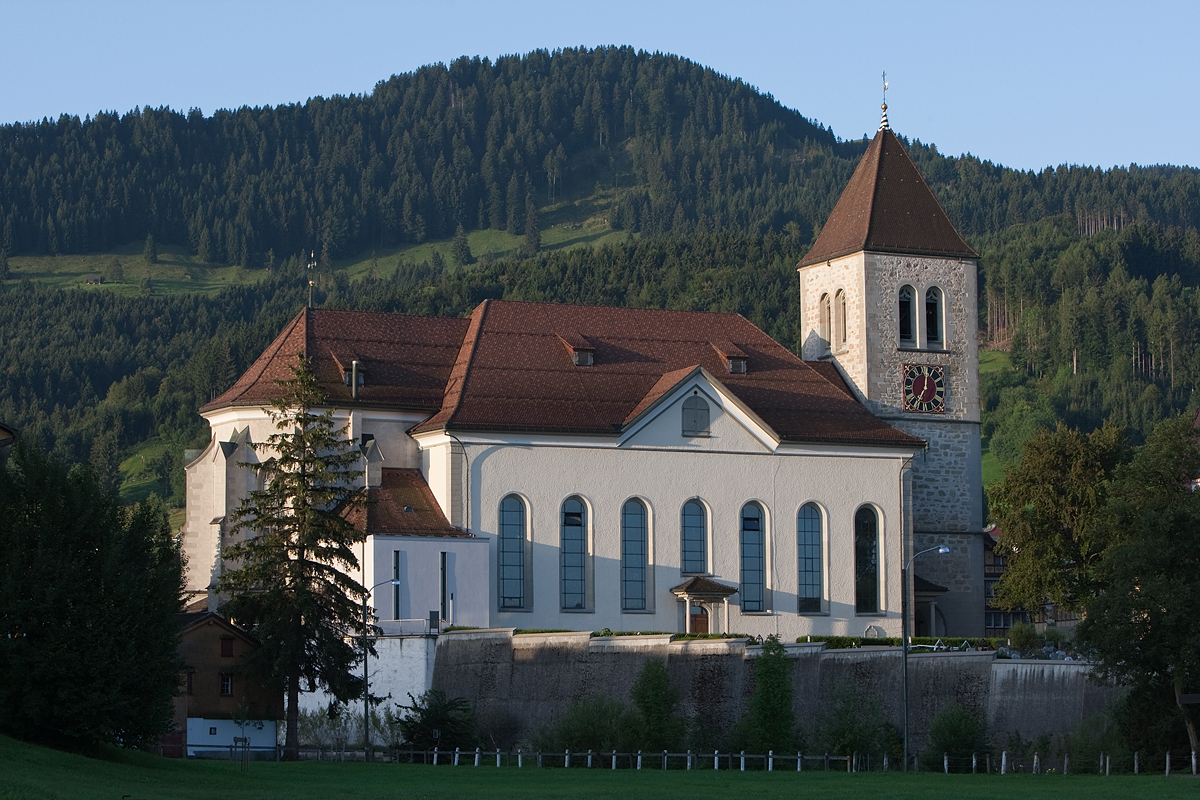
St. Mauritius templom
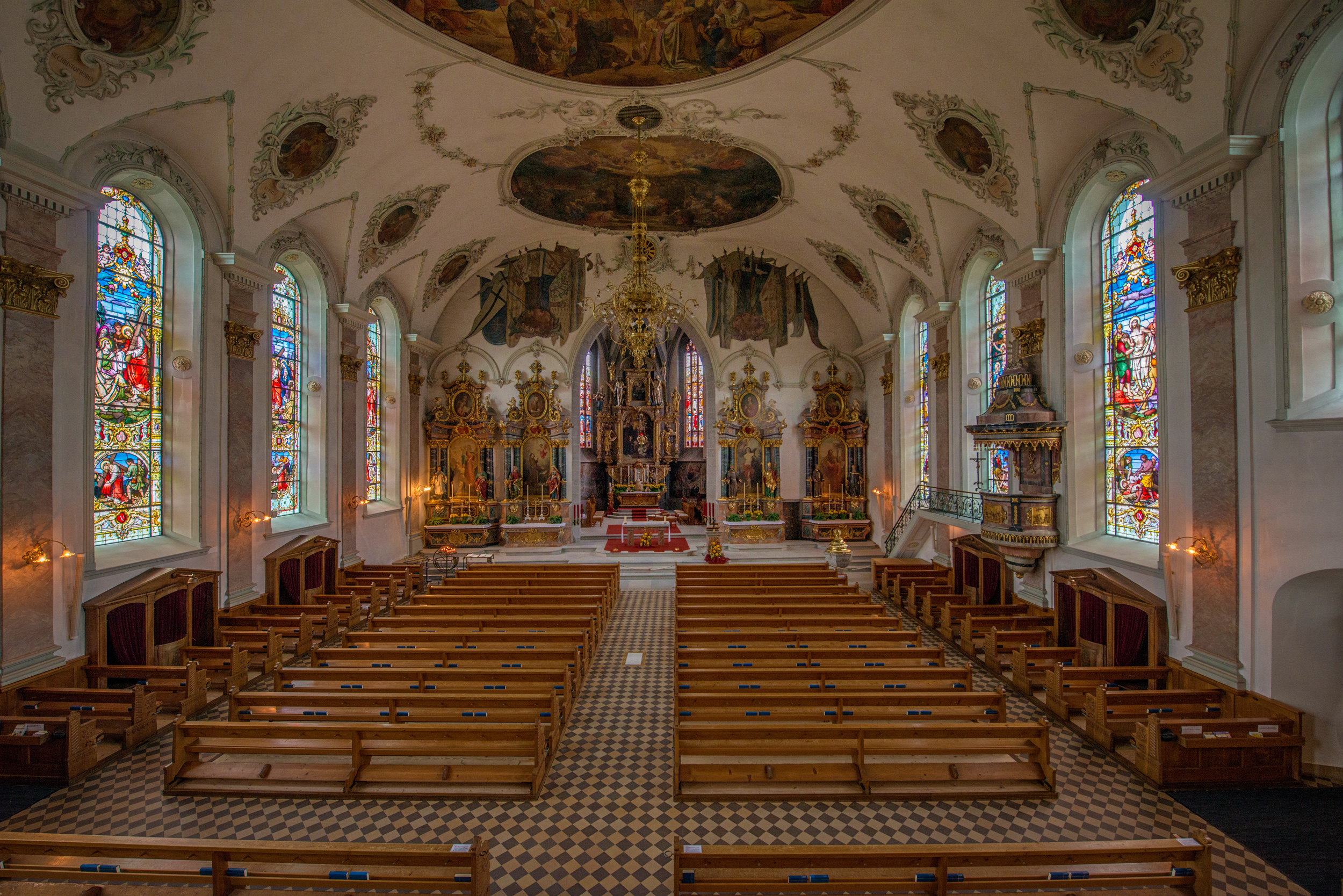
St. Mauritius
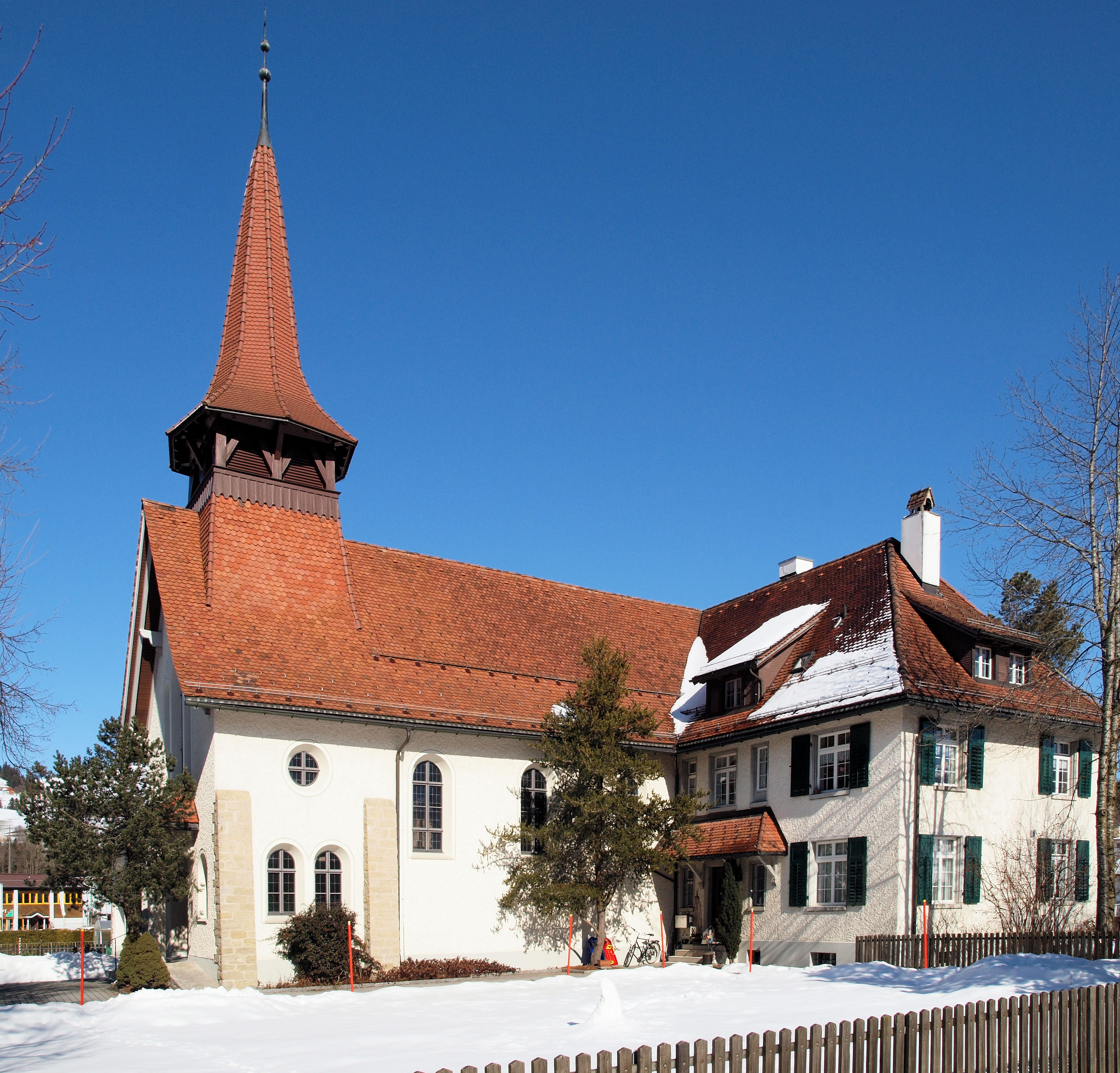
A reformált templom
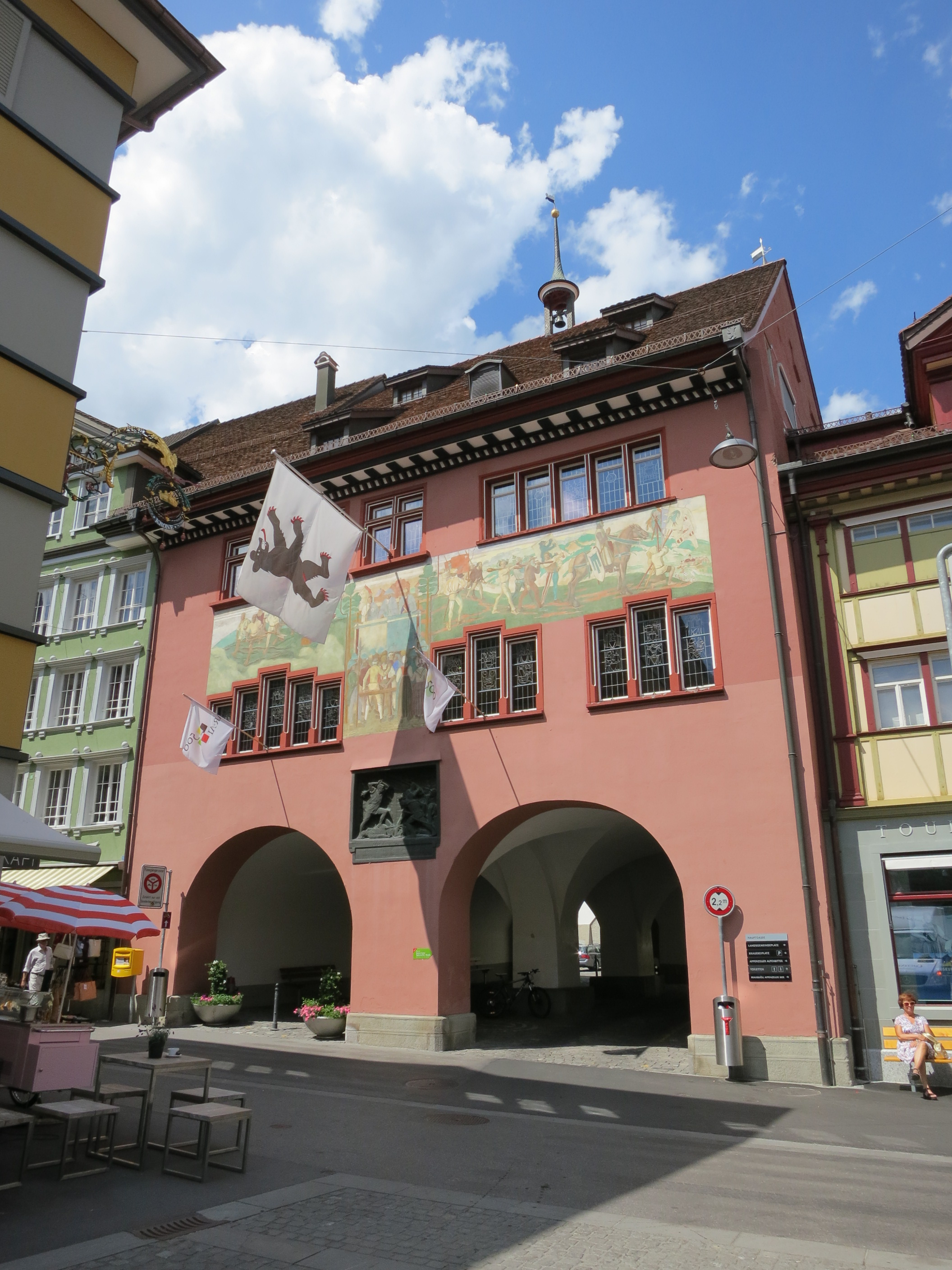
A tanácsház
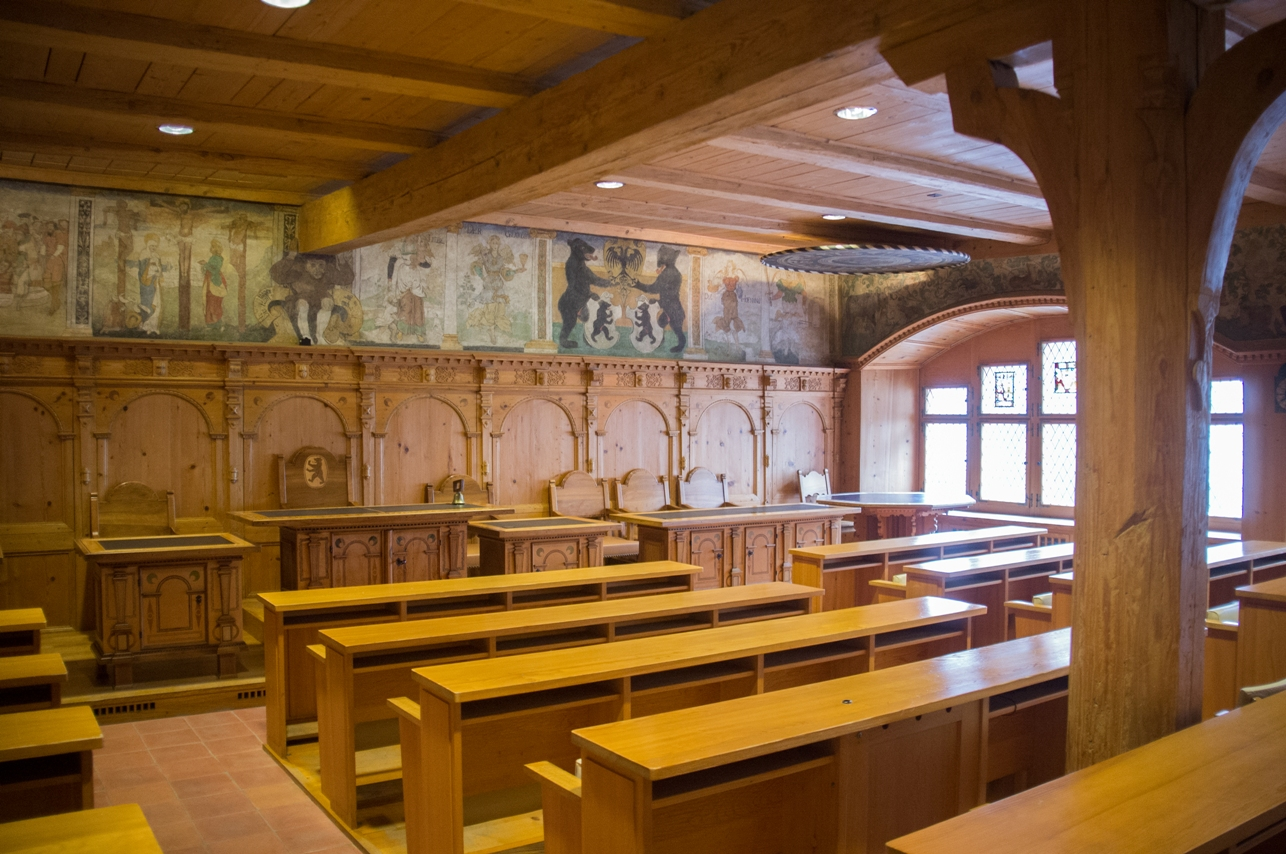
Grossratssaal
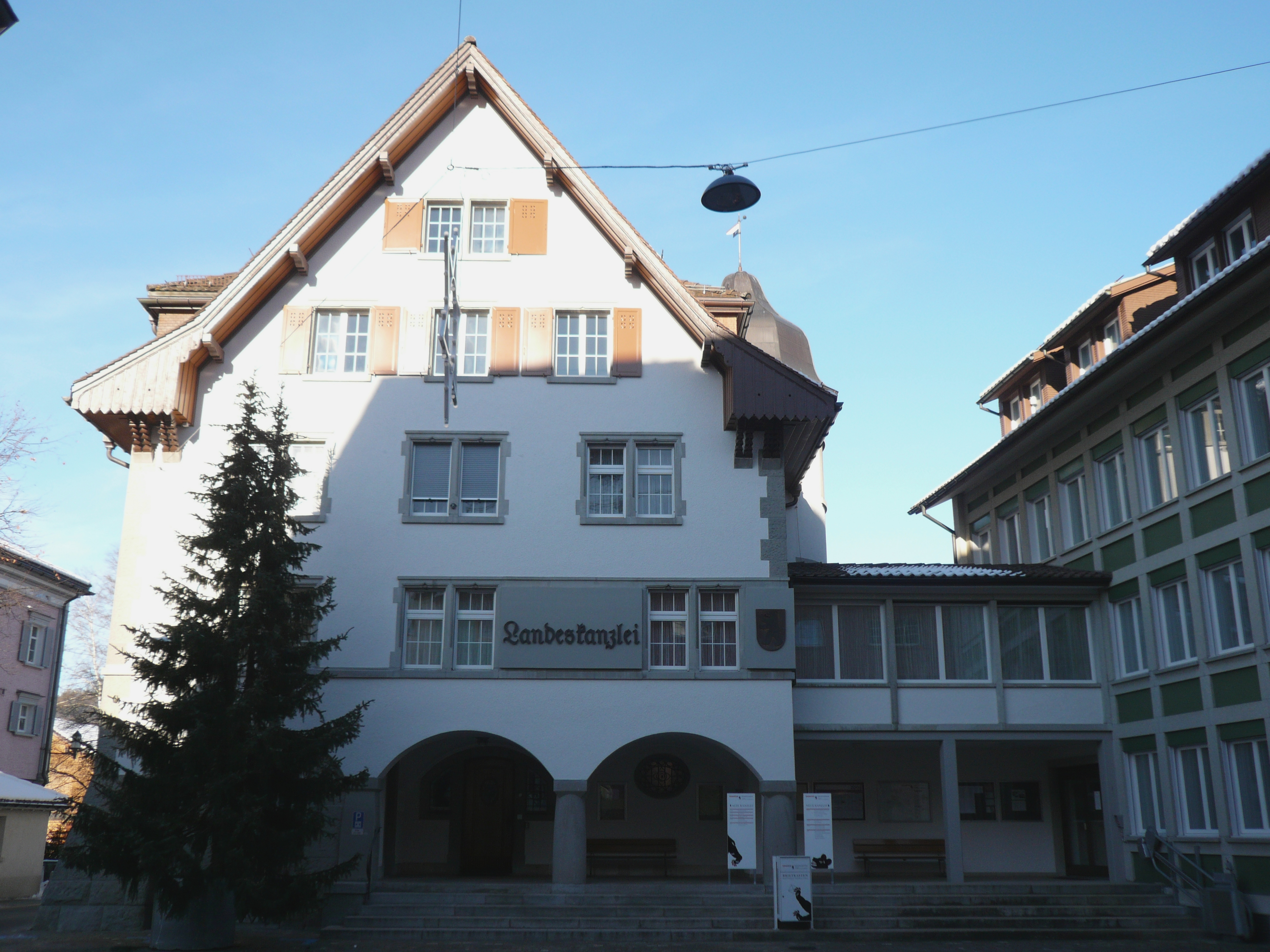
Landeskanzlei/ Kantonalverwaltung
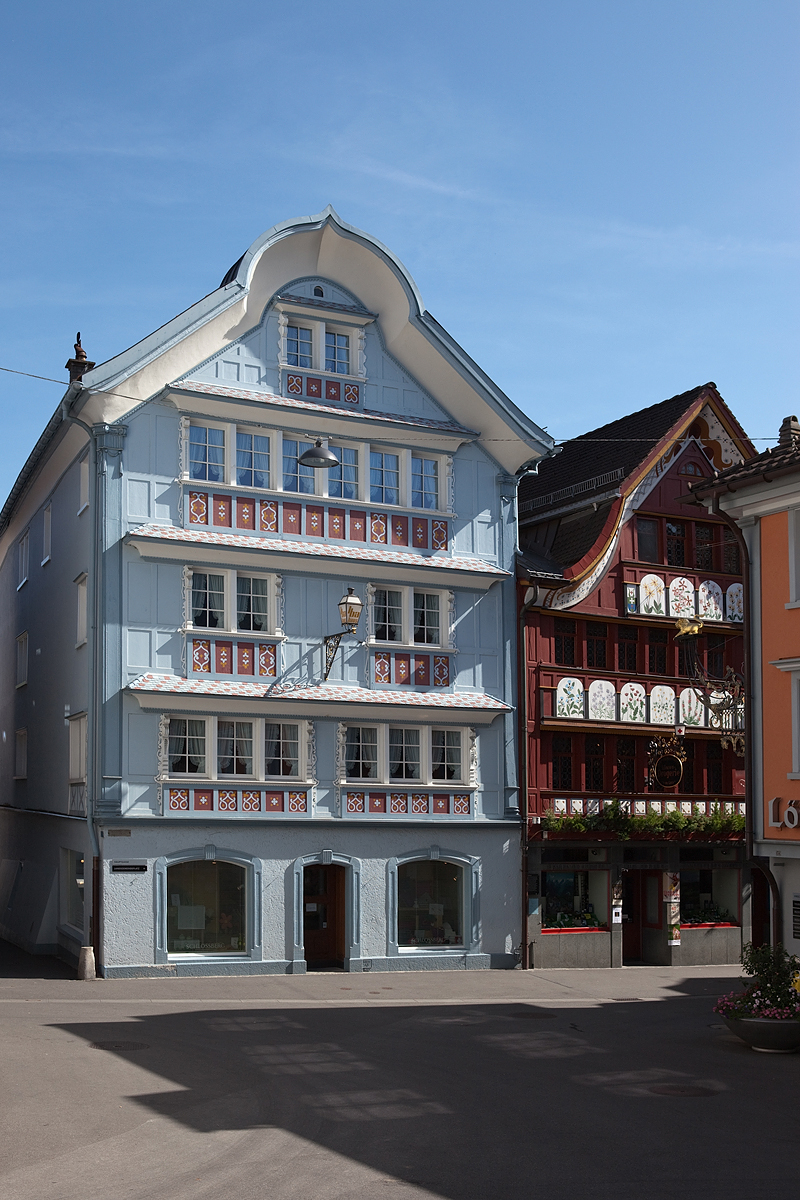
Hauptgasse
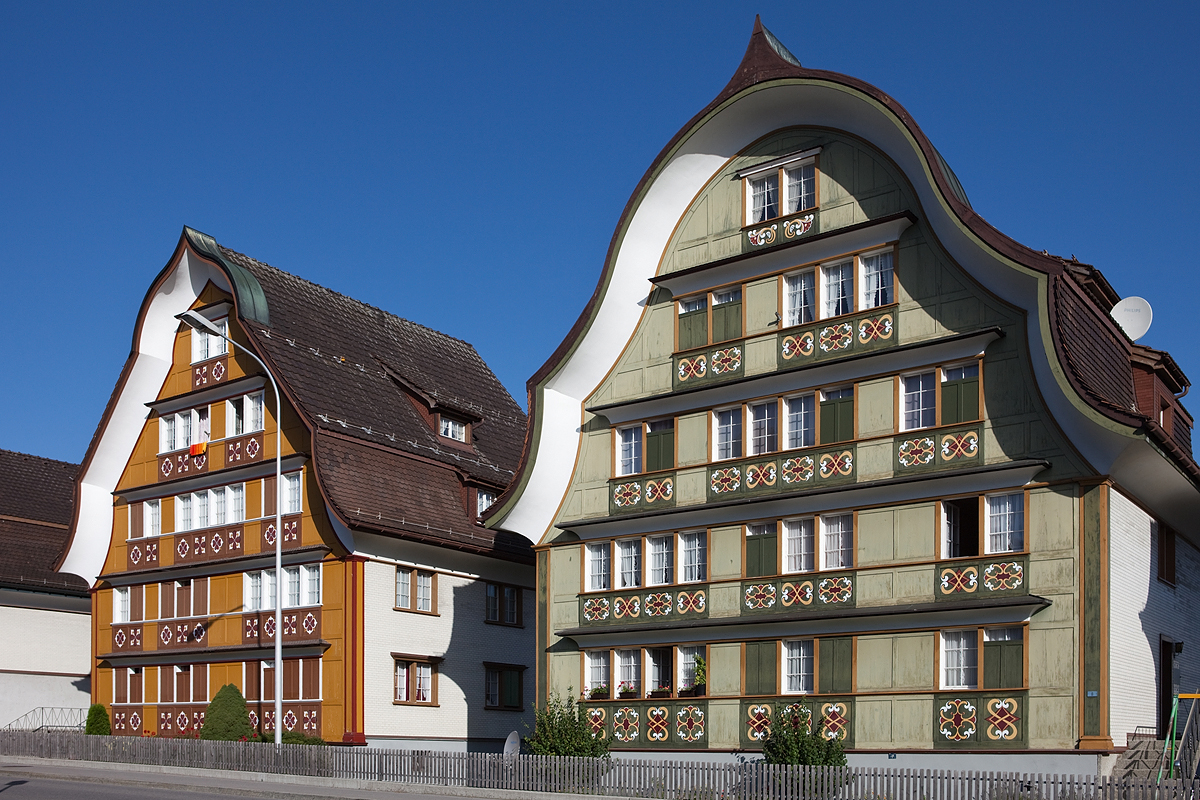
Geschweifte Giebel
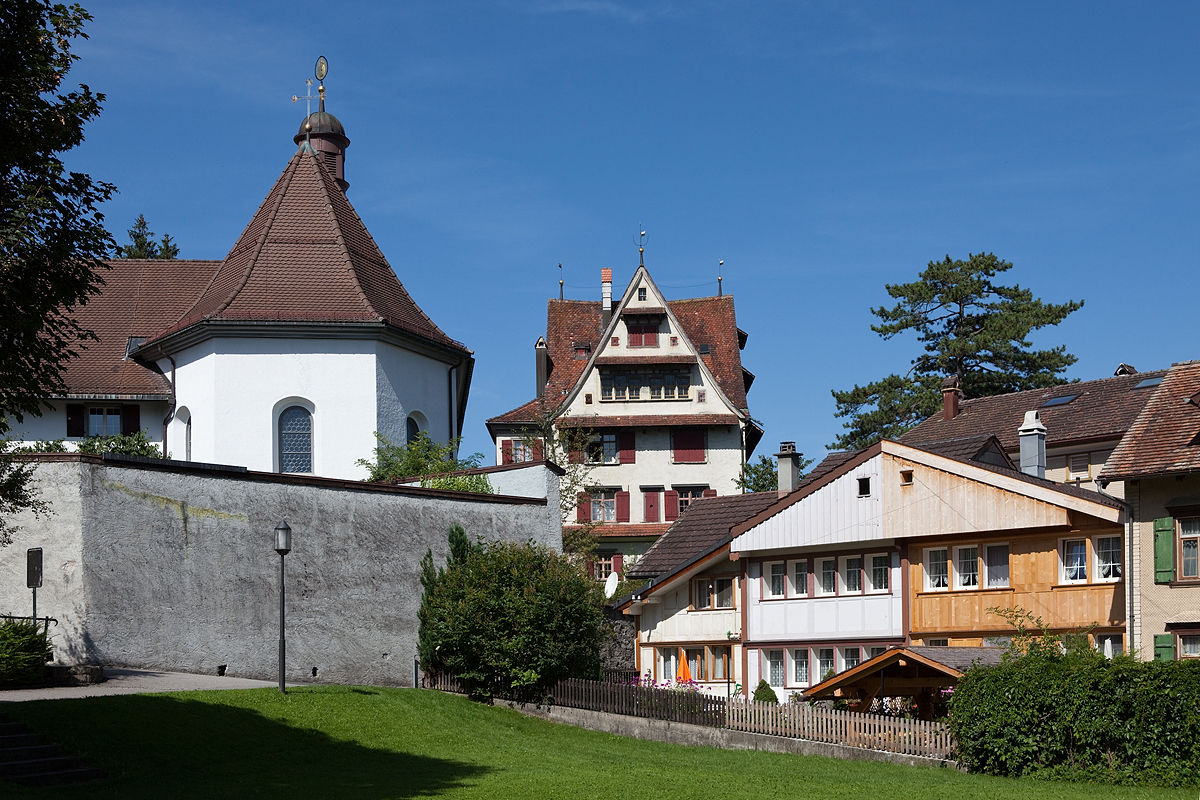
Frauenkloster, Schloss
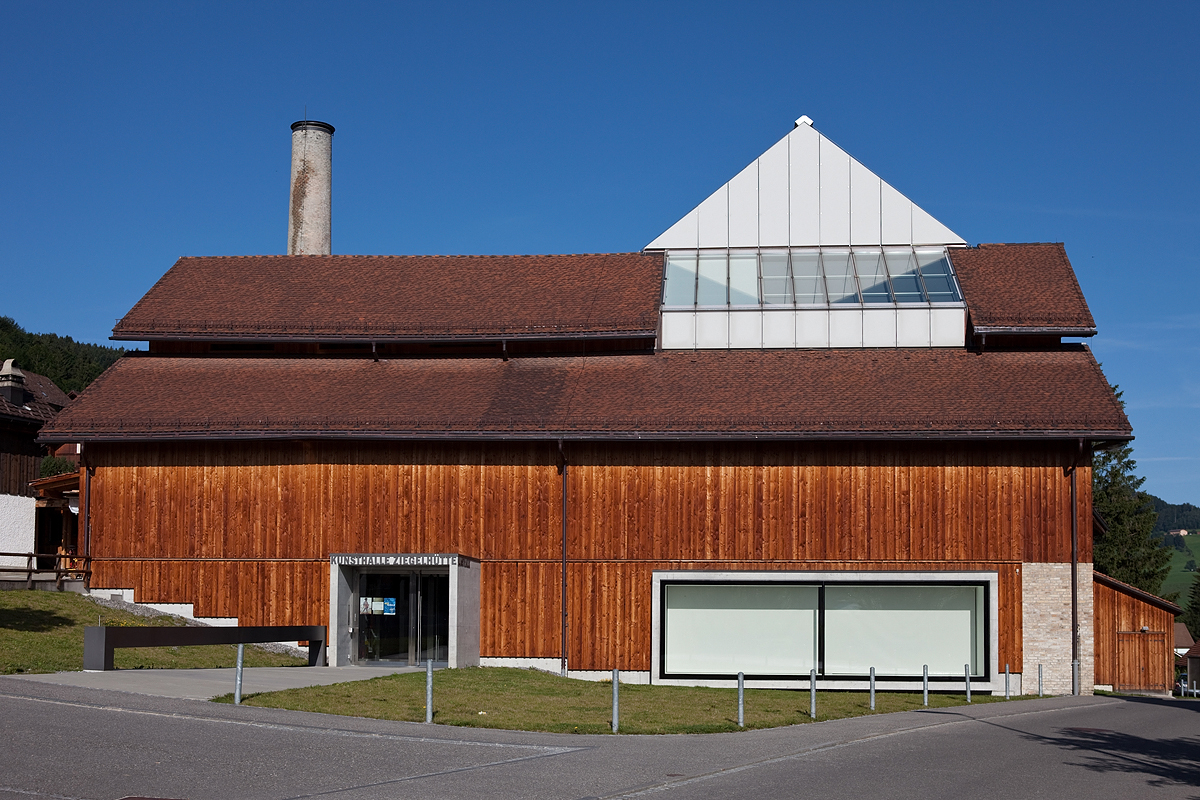
Kunsthalle Ziegelhütte
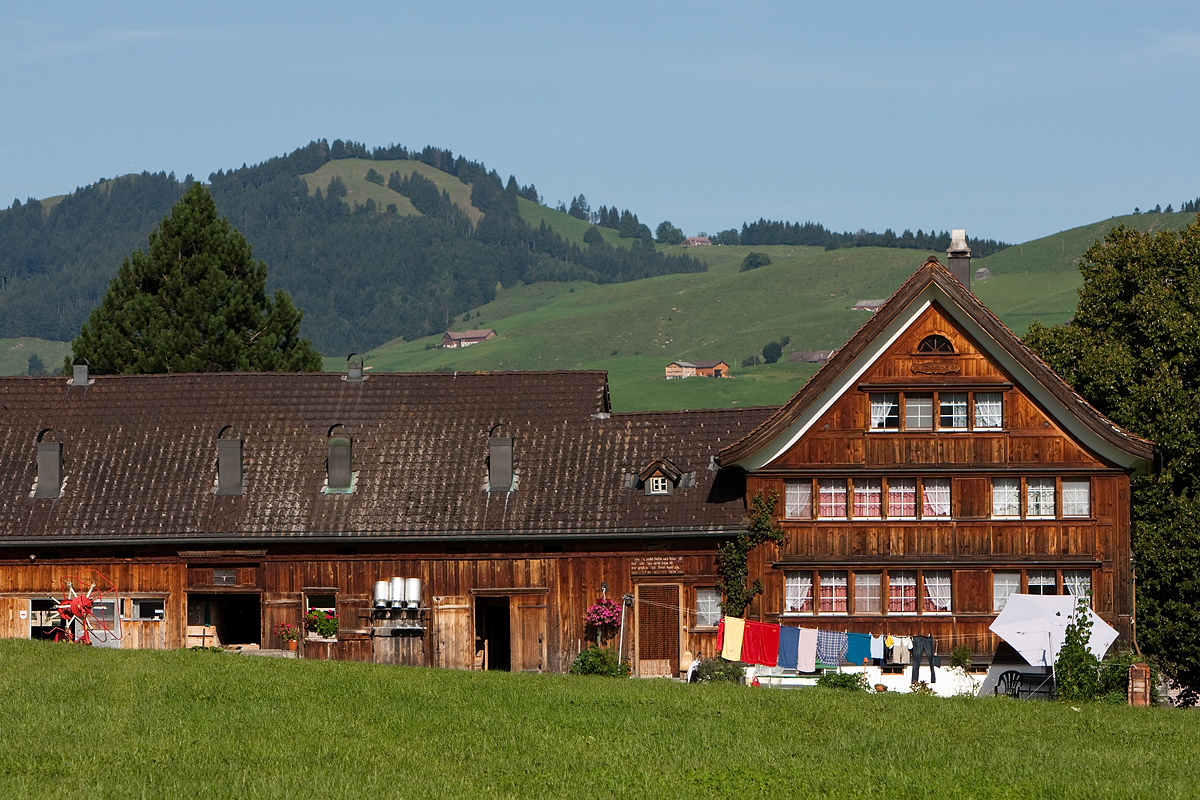
Appenzeller Bauernhaus

## Népesség
A település népességének változása:

| 2006 | 5 751 |
| 2014 | 5 750 |

## Fordítás
- Ez a szócikk részben vagy egészben  az   Appenzell (Ort) című német Wikipédia-szócikk fordításán alapul.  Az eredeti cikk szerkesztőit annak laptörténete sorolja fel. Ez a jelzés csupán a megfogalmazás eredetét és a szerzői jogokat jelzi, nem szolgál a cikkben szereplő információk forrásmegjelöléseként.